# CEIP Sant Sebastià
El CEIP Sant Sebastià és una escola del municipi de Sant Climent Sescebes (Alt Empordà) inclosa en l'Inventari del Patrimoni Arquitectònic de Catalunya. Està situada dins del nucli urbà de la població de Sant Climent, a la banda de nord-est del municipi, amb la façana principal orientada al carrer d'Icaria.

## Descripció
Es tracta d'un edifici aïllat de planta més o menys rectangular, format per un cos central al qual s'adossen dos cossos més en perpendicular, envoltat de pati. Els cossos presenten les cobertes de dos vessants de teula i estan distribuïts en una sola planta. El cos central alberga les dues portes d'accés, situades als laterals de la façana principal, i dos grans finestrals d'arc de mig punt amb els emmarcaments d'obra arrebossats. Els cossos laterals presenten finestrals d'obertura rectangular separats per pilastres bastides amb maons. Tant la façana principal de la construcció com els paraments de llevant i ponent presenten un sòcol bastit amb maons, el qual integra una font de la mateixa tipologia adossada al cos central. La resta de la construcció està arrebossada i emblanquinada.

## Història
Tot i que es desconeix l'autor de l'edifici, presenta certes similituds amb un projecte de l'arquitecte Pelayo Martínez Paricio de l'any 1936. Segons informació obtinguda de l'arxiu COAC, l'edifici fou bastit entorn dels anys 1954 i 1956.